# Pákozd
Pákozd ist eine ungarische Großgemeinde im Kreis Gárdony im Komitat Fejér.

## Geografische Lage
Pákozd liegt zehn Kilometer östlich des Komitatssitzes Szekesfehervar und sechseinhalb Kilometer nordwestlich der Kreisstadt Gárdony am Fluss Bella-patak und am nördlichen Ufer des Velencer Sees. Die Nachbargemeinde  Sukoró befindet sich fünf Kilometer nordöstlich.

## Geschichte
Im Jahr 1907 gab es in der damaligen Großgemeinde 420 Häuser und 2662 Einwohner auf einer Fläche von 14.161 Katastraljochen. Zu Pákozd gehörten zu dieser Zeit die Ortsteile Börgönd, Csala, Kisfalud und Világos.

## Gemeindepartnerschaften
- Diosig, Rumänien
- Węgierska Górka, Polen

## Söhne und Töchter der Großgemeinde
- Jancsi Rigó (1858–1927), Geiger und Prímás

## Sehenswürdigkeiten
- 1848er-Denkmal
- Albert-Wass-Denkmal
- Béla-Gyuricza-Gedenktafel
- Denkmal der Märtyrer von Arad
- Denkmal des Husaren Miska
- János-Móga-Büste
- Nepomuki-Szent-János-Statue, erschaffen 1834
- Ökumenische Kapelle Don-kanyar, erbaut 1993
- Reformierte Kirche, erbaut 1713 im barocken Stil, der Turm wurde 1790 hinzugefügt
- Römisch-katholische Kirche Szent József, erbaut 1720
- Szent-Orbán-Statue (Schutzheiliger der Winzer)
- Weltkriegsdenkmäler

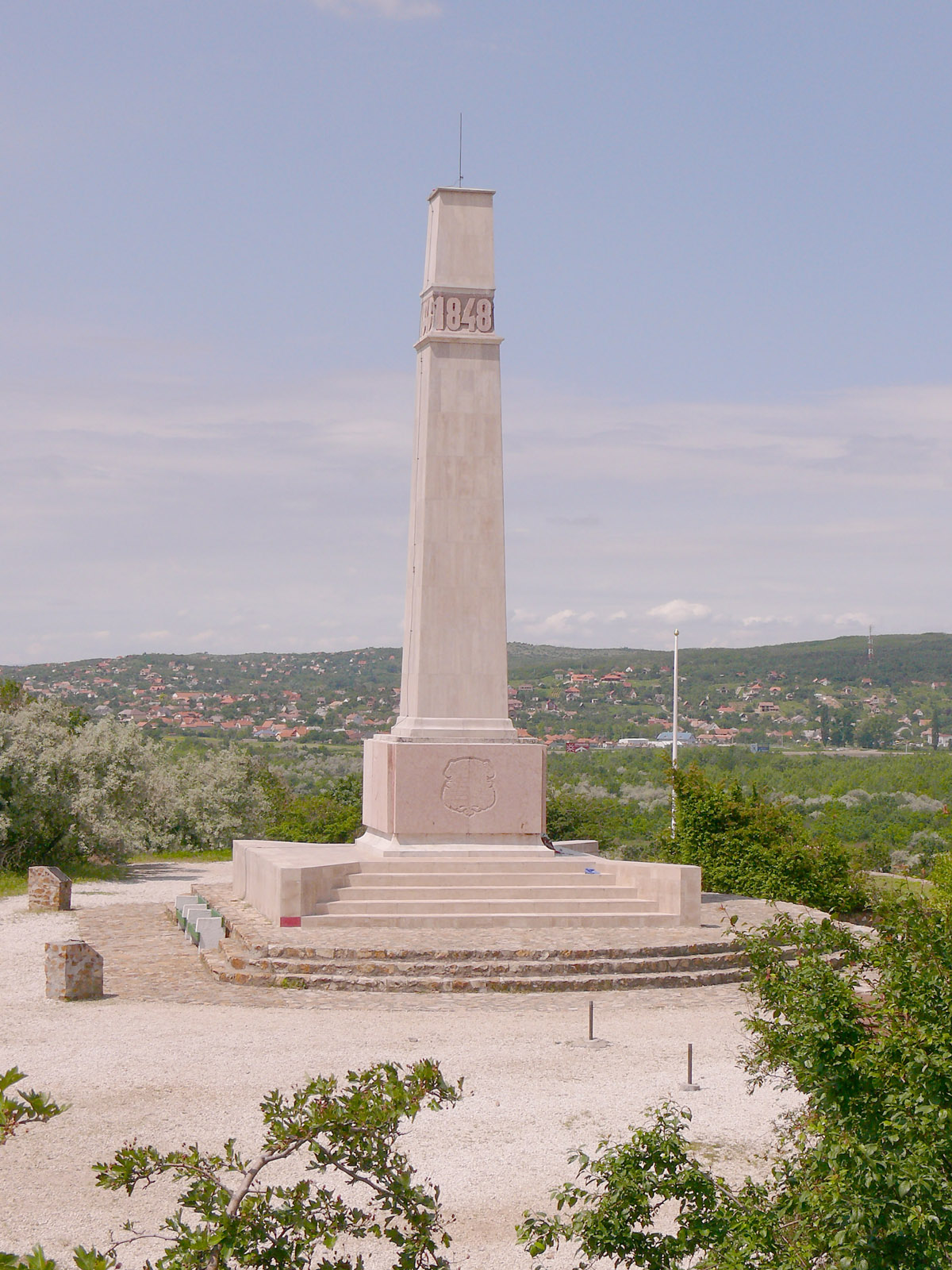
1848er-Denkmal
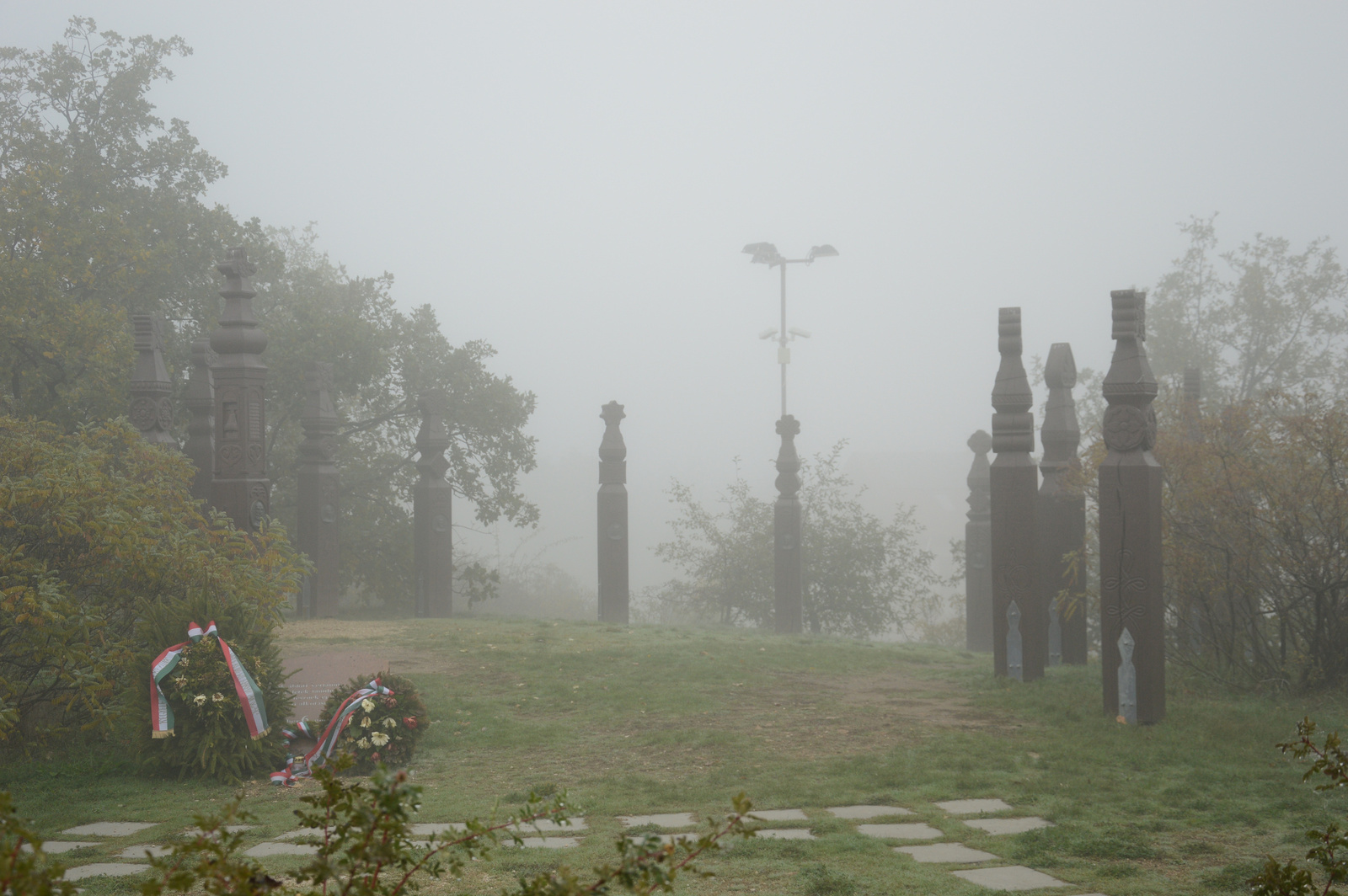
Denkmal der Märtyrer von Arad
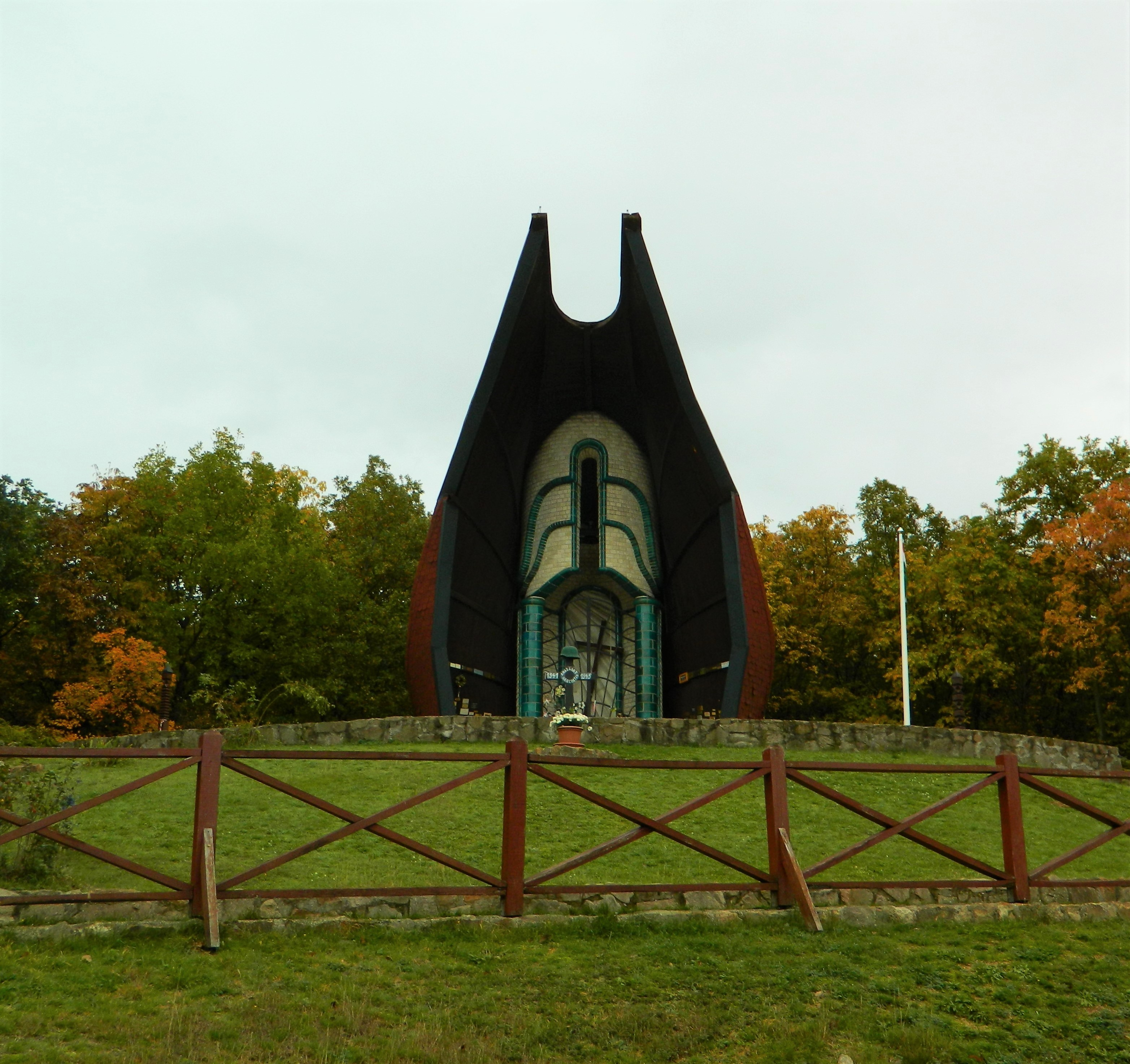
Ökumenische Kapelle Don-kanyar
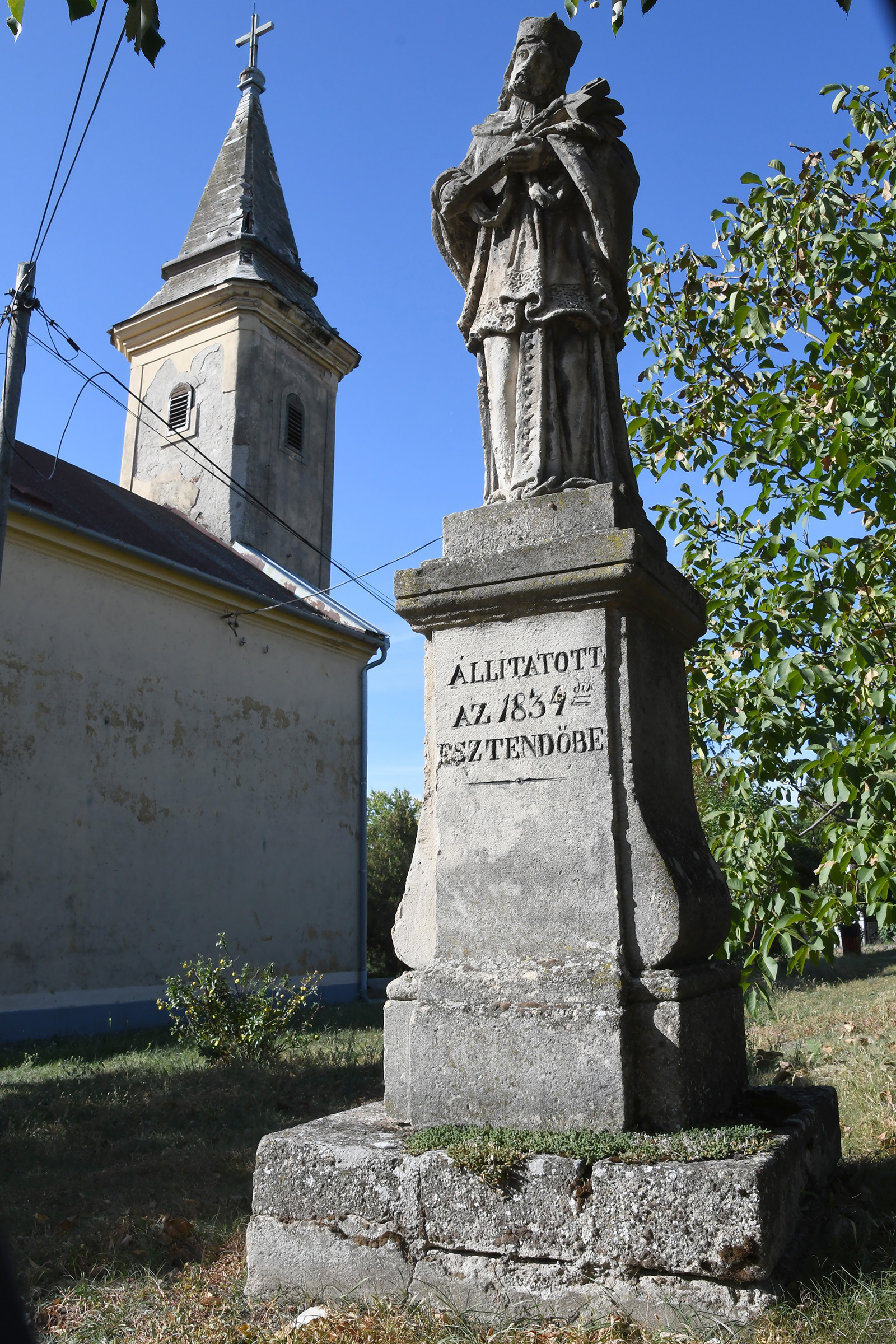
Nepomuki-Szent-János-Statue, links die Kirche Szent József
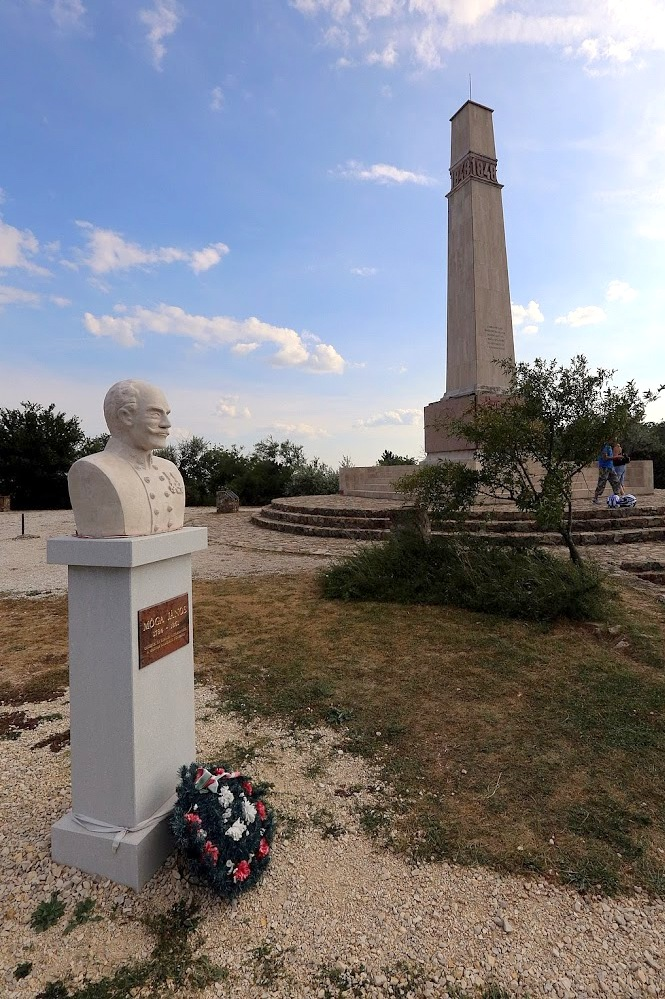
János-Móga-Büste und 1848er-Denkmal

## Verkehr
Durch Pákozd verlaufen die Landstraße Nr. 6313 und die Autobahn M7. Es bestehen Busverbindungen nach Velence, nach Gárdony sowie nach Szekesfehervar, wo sich der nächstgelegene Bahnhof befindet.